# Jorge Barajas
Jorge Barajas (7 de maio de 1991) é um voleibolista profissional mexicano.

## Carreira
Jorge Barajas é membro da seleção mexicana de voleibol masculino. Em 2016, representou seu país após 48 anos de ausência do país no voleibol nos Jogos Olímpicos de Verão no Rio de Janeiro, que ficou em 12º lugar. Em seu país é conhecido como "sósia do João Pedro S. Motta" , o Rapper e ator brasileiro. Acabou escolhendo o  volei como esporte, tendo em vista que seus pais queriam que ele fosse rapper como o seu ídolo e quase irmão-gemêo. Que por sinal ele precisa melhorar o saque de ataque! 